# REX 恐龍物語
《REX 恐龍物語》（日语：REX 恐竜物語）是1993年7月3日上映的日本電影，也是女星安達祐實的電影處女作。宣傳詞為「這就是地球贈與的禮物，雷克斯。就是夥伴雷克斯」。本作直到2002年被《魔戒首部曲：魔戒現身》超越前，一直佔據松竹歷代票房的第1名。
本作也被CLAMP改編成漫畫、並由關修一改編成繪本。

## 故事大綱
古生物學者・立野昭良以及女兒千惠在北海道深山的洞窟中發現恐龍（暴龍）的蛋。孵化出來的恐龍被命名為雷克斯，並且由千惠代替母親的職位照顧牠，並因此與牠衍生出一段人與恐龍的動人親情以及友情故事。

## 工作人員
- 製作 - 角川春樹、奧山和由
- 導演 - 角川春樹
- 劇本 - 丸山昇一、角川春樹
- 對白剪輯 - 内舘牧子
- 原作 - 畑正憲『恐龍物語〜奇跡的ラフティ〜』
- 音樂 - 朝川朋之
- 攝影 - 飯村雅彦
- 照明 - 小林芳雄
- 美術 - 稲垣尚夫
- 錄音 - 瀬川徹夫
- 效果 - 倉橋靜男（サウンドボックス）
- 編輯 - 板垣惠一、荒川鎮雄
- 特技監督 - 大岡新一
- 助理導演 - 長谷川計二、原田昌樹
- 特效製作 - Carlo Rambaldi
- 漫畫- CLAMP
- 視覺效果- IMAGICA
- 制作協力 - 東映東京撮影所
- 製作 - 「REX」製作委員会
- 配給 - 松竹
- 主題曲 - 米米俱樂部 『ときの旅路 〜REXのテーマ〜』
- 插入曲 - 米米俱樂部 『GOOD NIGHT』
- 插入曲 - 安達祐實 『REX 恐龍物語』

## 登場人物
立野 千惠（たての ちえ）演 - 安達祐實
立野 昭良（たての あきら）演 - 渡瀨恒彥
伊藤 直美（いとう なおみ）演 - 大竹忍
福富 吉行（ふくとみ よしゆき）演 - 伊武雅刀
信田 仙次郎（しのだ せんじろう）演 - 常田富士男
伊藤 早苗（いとう さなえ）演 - 草笛光子
盛岡 大助（もりおか だいすけ）演 - 平田滿
愛川 健太（あいかわ けんた）演 - 山崎裕太
坂本 久夫（さかもと ひさお）演 - 佐藤蛾次郎
廣告女郎演 - 樹木希林
帶著狗的婦人演 - 塩沢とき

## 其他
- 取景以愛知縣豐橋市的豐橋自然史博物館的ハッシーワールド為中心進行拍攝。然後豐橋自然史博物館也在2005年國際博覽會中展出冷凍猛瑪象‧尤卡吉爾猛瑪象而出名。
- 劇中安達飾演的千惠使用的陶笛是由陶笛演奏家的壽和製作，另外劇中的陶笛表演也同樣是由陶笛演奏家宗次郎負責。
- 當時安達原本預計要演出別的電影、但當經紀事務所的社長相澤秀禎知道本作的劇情後，自己決定讓她演出這部電影。
- 雷克斯的布偶裝是由負責過『E.T.』等特效造型的Carlo Rambaldi製作、製作費還高達500萬美元[3]。
- 因為票房長紅，讓本作原本預計從上映10週延長到上映14週、但因為製作人兼導演角川春樹的吸毒事件，因此上映10週後就撤下[4]。
- 1994年12月16日在『金曜ロードSHOW!』中播放本作、本作解說單元時，安達也以嘉賓身分演出。另外播放後的隔天，就公開播出『無家可歸的小孩』的劇場版預告。

## 得獎
- 第11屆ゴールデングロス賞全興蓮會長特別獎

## 關連商品
原作小説
作者為畑正憲，小說的內容則與電影有差異。
另外伴隨著電影化，因此小說封面也跟著更新。這時副標題也隨著變更成與電影版相同。原來的副標題是奇蹟的ラフティ。
- REX 恐龍物語 上（1987年6月1日發售、角川文庫發行）
- REX 恐龍物語 中（1987年7月1日發售、角川文庫發行）
- REX 恐龍物語 下（1987年8月1日發售、角川文庫發行）

VHS
- REX 恐龍物語 (1994年1月21日發售)

漫畫
CLAMP負責將本作改編成漫畫。並發行單行本。
- REX 恐龍物語（1993年6月23日發售、あすかコミックスDX發行）

繪本
關修一著作。
- REX 四季 NEWTYPE GARDEN STORIES（2013年4月發售、角川書店發行）

公仔・玩具
由海洋堂負責製作軟膠公仔，並且分別發售大以及小的尺寸，並且也有其他玩具商發售本作的玩具。

## 備註
1. 1 2  . キネマ旬報 (キネマ旬報社). 2003, (2003年（平成15年）2月下旬号): 139.
2. ↑  キネマ旬報2003年2月下旬号では配給収入を24億円としている[1]。
3. ↑  石井博士ほか. . 勁文社. 1997: 358. ISBN 4766927060.
4. ↑  . キネマ旬報 (キネマ旬報社). 1994, (1994年（平成6年）2月下旬号): 155.

## 外部連結
- REX 恐龍物語 - 日本电影数据库
- REX 恐龍物語 - allcinema
- REX 恐龍物語 - KINENOTE
- 互联网电影数据库（IMDb）上《Rex: kyoryu monogatari》的资料（英文）